# Soroca
Soroca er en by i det nordøstlige Moldova med et indbyggertal på 22.196 (2014). Byen ligger ved bredden af floden Dnestr tæt ved grænsen til nabolandet Ukraine.